# Jon Ranheimsæter
Jon Ranheimsæter (født 5. april 1947) er en norsk tegner, illustrator og børnebogsforfatter, som siden 1975 har boet og arbejdet i Danmark.
Han er søn af den norske tegner og grafiker Ørnulf Ranheimsæter og voksede op i Norge. Han studerede engelsk, spansk og religionshistorie ved Universitetet i Oslo. Efter at have været forlagsredaktør i et lille norsk forlag fra 1973 til 1975, var han indskrevet ved Den Grafiske Højskole i København, hvor han blev færdig i 1977. Siden blev han bladtegner i Dagbladet Børsen og blev freelanceillustrator i 1984, samme år som han debuterede med billedbogen Kong Midas har æselører. Han har efter dette illustreret en stor mængde bøger for børn, deriblant Hvordan hvalen fik sin snævre hals til tekst af Rudyard Kipling, tegneserien Drengen der ville være bange (1989) og Jørn Jensens bøger om fodboldspilleren Kasper. Han har også tegnet til en række billedbøger.
Jon Ranheimsæter tegnestil er tydelig påvirket af humoristiske tegneserier, hvor illustrationerne er udført i sort tusch og farvelagt med vandfarver. Han tilhører samme tegnertradition som folkelige og formidlende illustratorer som Claus Deleuran og andre.